# Neumarkt (Leipzig)
Der Neumarkt ist eine Anliegerstraße in der Innenstadt von Leipzig und verbindet die Grimmaische Straße im Norden mit der Schillerstraße im Süden. Ihre Fortsetzung nach Norden findet sie in der Reichsstraße.

## Verlauf
Der Neumarkt beginnt an der Grimmaischen Straße in südlicher Richtung mit einer Abweichung von 7 Grad nach Westen. Er ist etwa 15 Meter breit mit Fußwegen auf beiden Seiten. In seinem Verlauf münden Nebenstraßen, von Osten Gewandgäßchen, Kupfergasse und Magazingasse sowie von Westen Preußergäßchen und Peterskirchhof. An der Magazingasse wendet er sich um 18 Grad nach Osten, um senkrecht auf die Schillerstraße zu treffen. Die Gesamtlänge der Straße beträgt 336 Meter. Vom Neumarkt besteht Zugang zu einer Reihe von Passagen wie der Mädler- und der Messehofpassage.

## Geschichte
Ein Neumarkt wurde in Leipzig als Novum forum bereits 1390 erwähnt. Dieser bezog sich allerdings auf den Nordteil der heutigen Universitätsstraße. Als später auch Handel in der westlichen Parallelstraße aufkam, unterschied man die beiden Lagen als Alter und Neuer Neumarkt. Diese Dopplung hielt bis 1839 an, als der Alte Neumarkt zur Universitätsstraße umbenannt wurde und vom Neuen Neumarkt nur der Neumarkt blieb.
Der Neue Neumarkt endete bis zum ausgehenden 19. Jahrhundert gegenüber dem Kornhaus der Stadt, das an der Stadtmauer stand. Hier verzweigte sich der Neue Neumarkt in die Magazingasse und den Peterskirchhof. Der Neue Neumarkt bildete die Grenze zwischen dem Grimmaischen und dem Petersviertel.

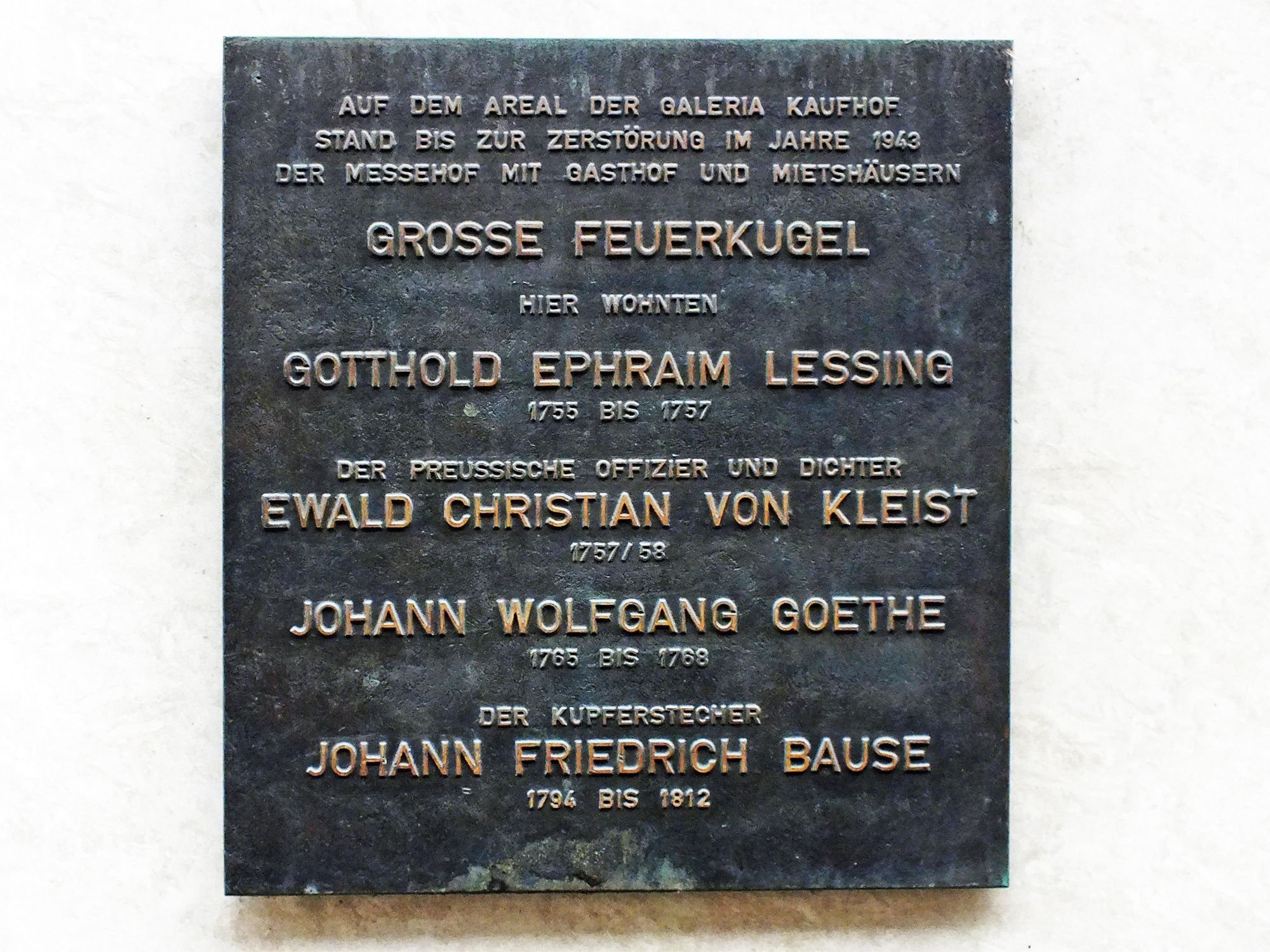
Erinnerungstafel am Kaufhaus Galeria Kaufhof an ehemalige Bewohner der früher dort befindlichen Großen Feuerkugel (2012)

Am südwestlichen Ende der Straße stand seit 1575 der für das pferdebasierte Transportwesen der Stadt bedeutsame Marstall als Vierseithof. Weiter nördlich, an der Ecke zum Preußergäßchen, befand sich die Hohe Lilie, das Geburtshaus von Clara Schumann (1819–1896). Gegenüber dem Gewandgäßchen folgte der Barockbau von Hohmanns Hof. In der Großen Feuerkugel und ihrem Hof kurz vor dem Nordende auf der Ostseite der Straße wohnten von 1755 bis 1757 Gotthold Ephraim Lessing (1729–1781) und 1757/58 der preußische Offizier und Dichter Ewald Christian von Kleist (1715–1759). Johann Wolfgang von Goethe (1749–1832) wohnte während seiner Studienzeit von 1765 bis 1769 ebenfalls in der Feuerkugel wie auch von 1794 bis 1812 der Kupferstecher Johann Friedrich Bause (1738–1814), der Goethe noch im Silbernen Bären im Kupferstich unterwiesen hatte. Am Gewandgäßchen mit dem Giebel zum Neuen Neumarkt entstand 1755 der Neubau der Stadtbibliothek durch Friedrich Seltendorff (1700–1778). Neben dem Haus führte ein Tor zum Hof des 1781 eröffneten ersten Gewandhauses und später auch zum Konservatorium. Im Kramerhaus an der Ecke zur Kupfergasse hatte über 200 Jahre die Leipziger Kramerinnung ihren Sitz. 1737 ließ sich der Leipziger Handelsherr Johann Michael Fried an der Stelle des heutigen Messehofs am Neumarkt ein barockes Wohn- und Geschäftshaus errichten, welches später den Namen Apelsches Haus nach dem Stifter der Apelsteine Guido Theodor Apel (1811–1867) trug, der in diesem Haus geboren wurde.
Mitte des 19. Jahrhunderts entstanden anstelle der abgerissenen Stadtmauer und des verfüllten Stadtgrabens die Lenné-Anlage und die Schillerstraße. 1859 wurde das Kornhaus abgerissen, sodass der Neumarkt mit der Schillerstraße verbunden werden konnte.
Bis 1884 waren die Häuser am Neumarkt fortlaufend nummeriert, beginnend an der Grimmaischen Straße rechts mit der Nummer 1 und endend an der Grimmaischen Straße links mit der Nummer 42 (Hufeisennummerierung). Seit 1885 galt die heutige Nummerierung, links die ungeraden und rechts die geraden Nummern (Orientierungsnummerierung).
1896 fuhr die erste Straßenbahn durch den Neumarkt zum Königsplatz, die letzte reguläre 1936; danach war der Neumarkt bis 1952 nur noch Betriebsstrecke.
Um die Wende zum 20. Jahrhundert entstanden mit der Mustermesse an Stellen historischer Bauten Messehäuser wie das Städtische Kaufhaus als erstes Mustermessehaus, das Zeißighaus, der Dresdner Hof und der Zentralmessepalast. Im Erdgeschoss dieses Hauses befand sich zu DDR-Zeiten das „Café Corso“.

Historische Bauten
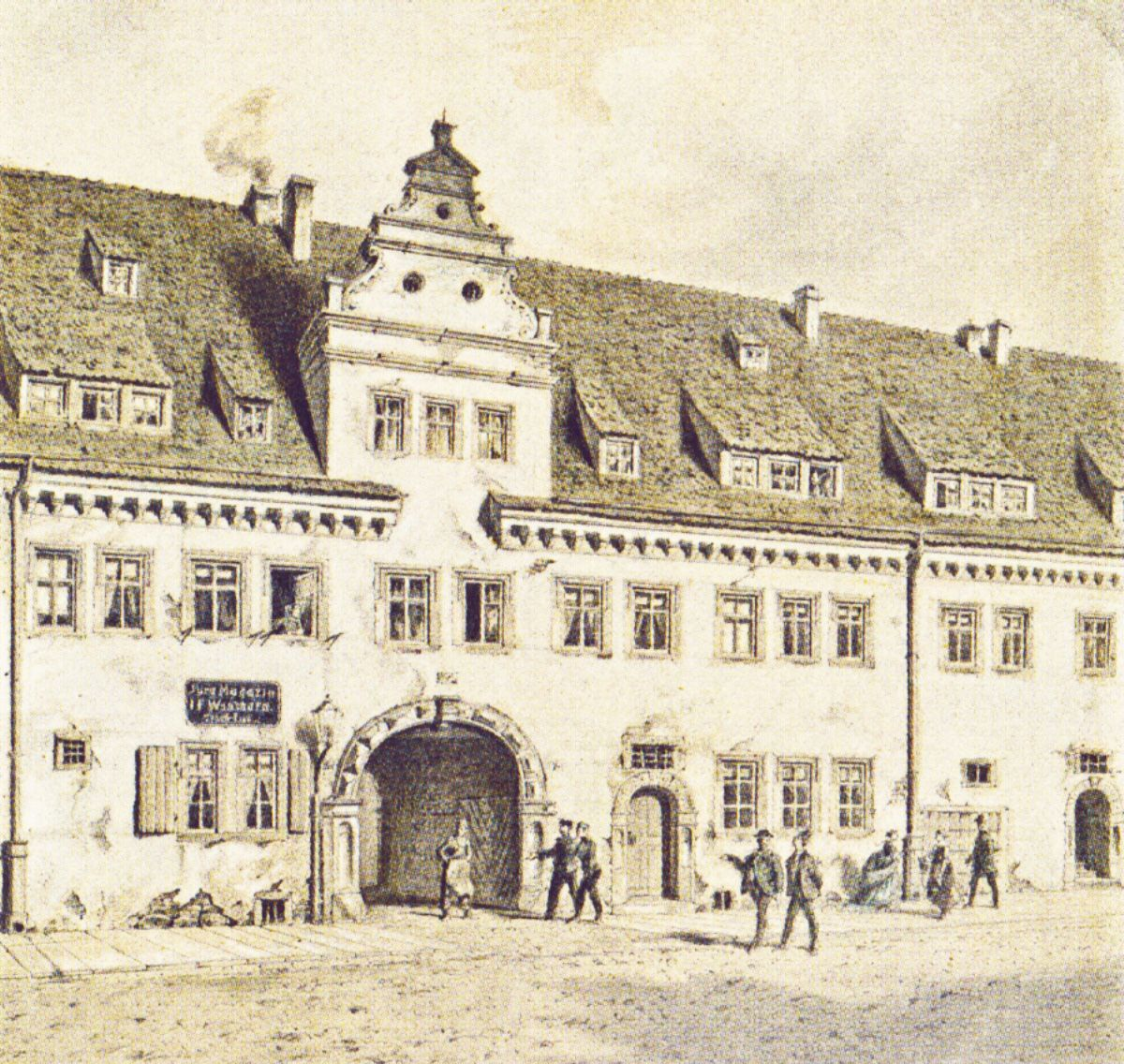
Marstall, um 1850
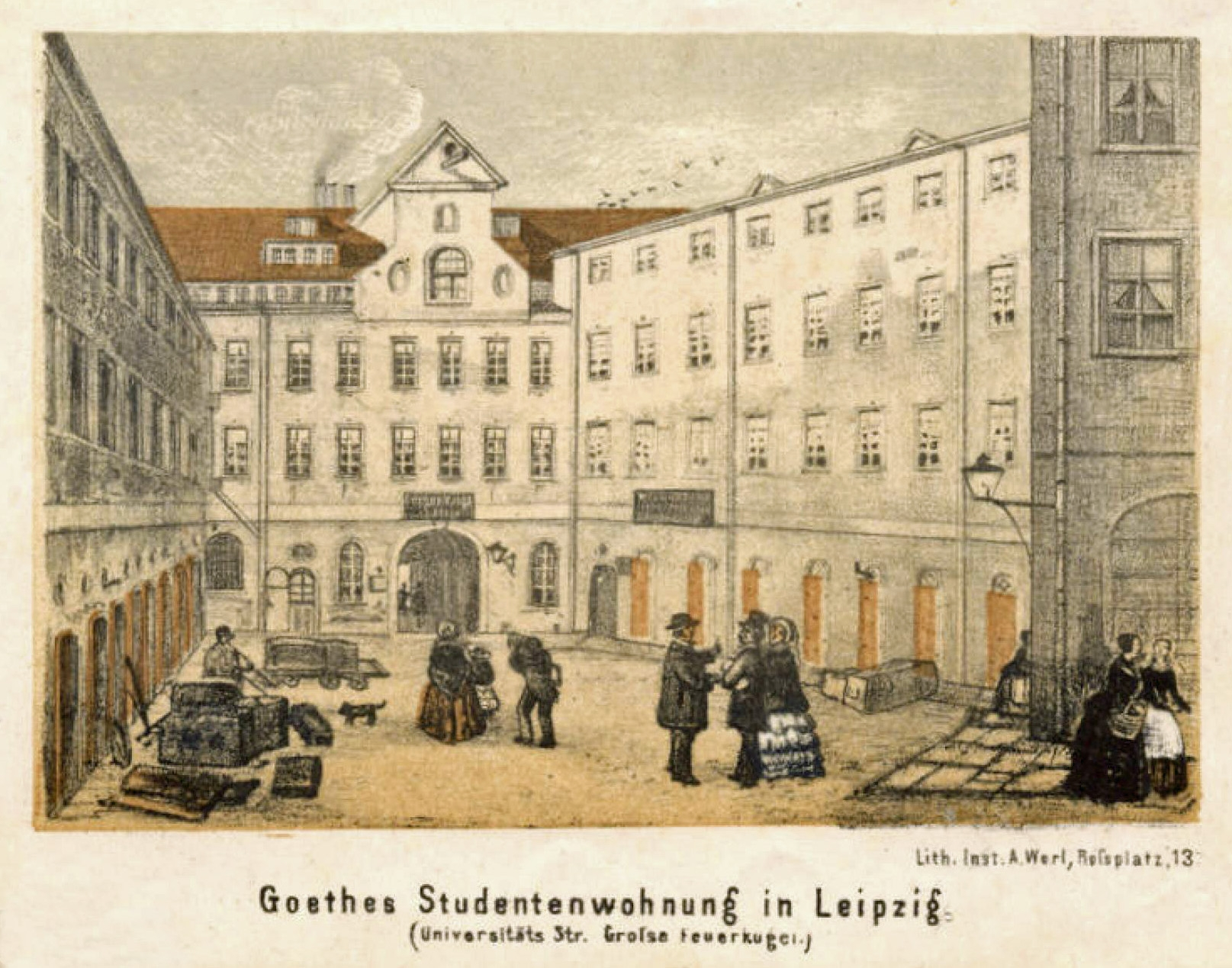
Große Feuerkugel, um 1850
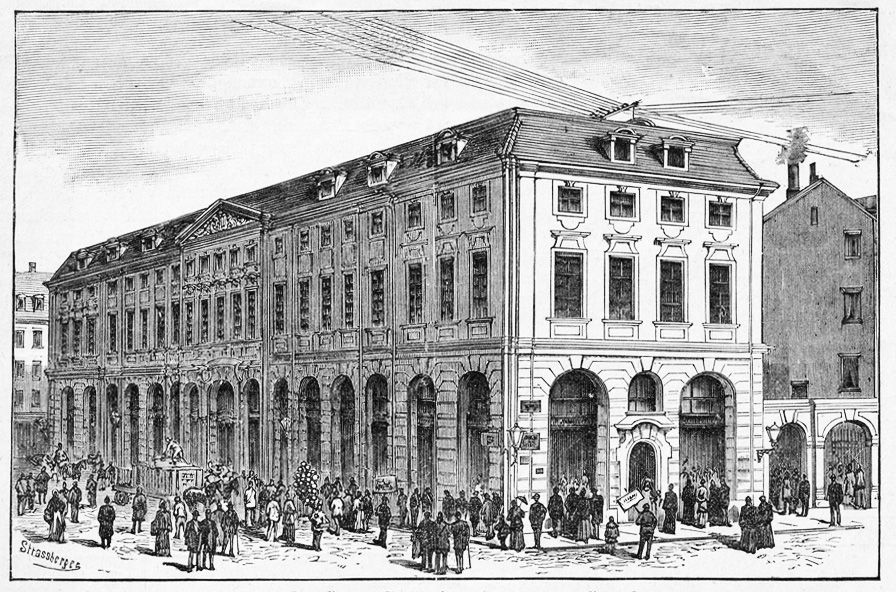
Stadtbibliothek, um 1860
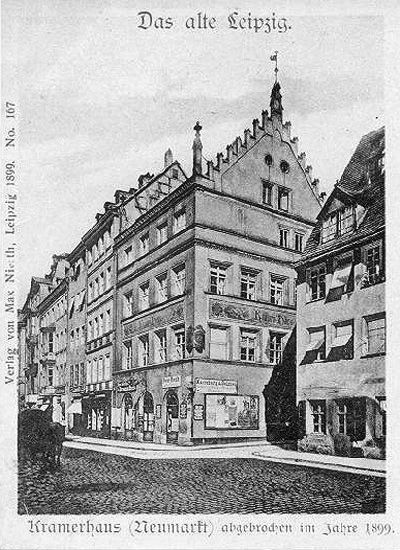
Kramerhaus, 1885
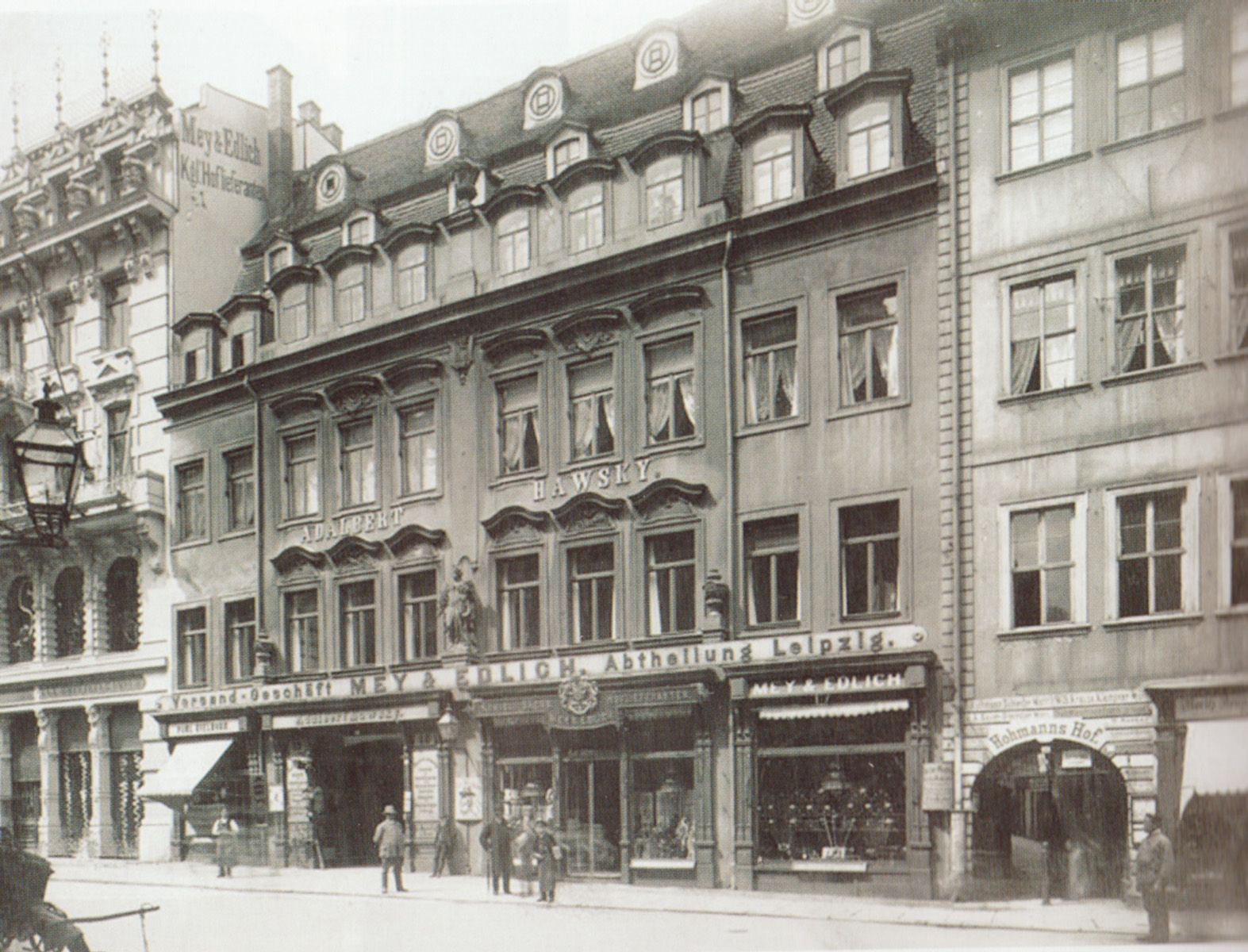
Apelsches Haus, um 1890
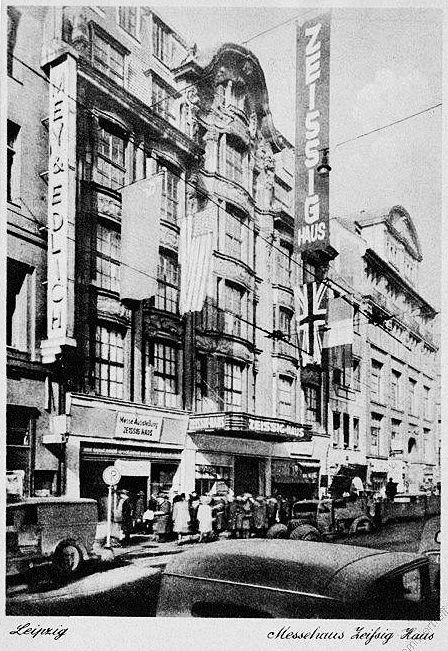
Zeißighaus (errichtet 1907)

## Bebauung
Der Neumarkt ist beidseitig vollständig bebaut. Die Gebäude sind zum einen sanierte ehemalige Messe- oder Geschäftshäuser und zum anderen Neubauten nach Schäden aus dem Zweiten Weltkrieg. Zahlreiche Gebäude stehen unter Denkmalschutz.
Die Bebauung der Westseite des Neumarkts beginnt an der Grimmaischen Straße mit dem Zentralmessepalast (Nr. 2) von 1912/14. Nach einem Neubau folgt der Neumarkt-Zugang zur Mädlerpassage (Nr. 14). Der Messehof (Nr. 16–18) mit einer Passage zur Petersstraße entstand 1948/50 anstelle des zerstörten Hohmanns Hof und des Zeißighauses. Im anschließenden Neubau Timonhaus (Nr. 20) von 1995 betrieb die Firma Conrad Electronic von 2007 bis 2021 ihre Leipziger Filiale. Mit den Hausnummern 24 und 26 folgen zwei sanierte Wohn- und Geschäftshäuser im Reformstil von 1910 bzw. 1912. Nach dem Preußergäßchen folgt der große Komplex des ehemaligen Kaufhauses Karstadt. Mit zwei Wohn- und Geschäftshäusern (Nr. 28 und 39) von 1867/68 endet die Nummerierung des Neumarkts. Die beiden Eckhäuser zur Schillerstraße gehören zu Letzterer.
Auf der Ostseite erstreckt sich von der Grimmaischen Straße bis zum Gewandgäßchen mit der Hausnummer 1 das 2001 eröffnete Kaufhaus Galeria Kaufhof. Diesem folgt bis zur Kupfergasse das ehemalige Messehaus Städtisches Kaufhaus (Nr. 9) von 1901, das kein Kaufhaus ist, sondern eine Mischung von Einzelhandels-, Gastronomie- und Büroflächen sowie ein Passagensystem beherbergt. Im ehemaligen Messehaus Dresdner Hof (Nr. 27) von 1913 mit dem bis 1993 betriebenen Kino Casino zog nach einer Sanierung 2000 eine Seniorenresidenz mit über 200 Plätzen ein, die aber 2022 wieder geschlossen wurde. Vom Dresdner Hof führt eine Passage bis zum benachbarten Bürogebäude Schrödter-Haus (Nr. 31–33) von 1912/13 an der Ecke zur Magazingasse. Hier befand sich von 1948 bis 1975 das große Spielwarengeschäft Hinkel & Kutschbach.
- Aktuelle Bauten

"Aktuelle
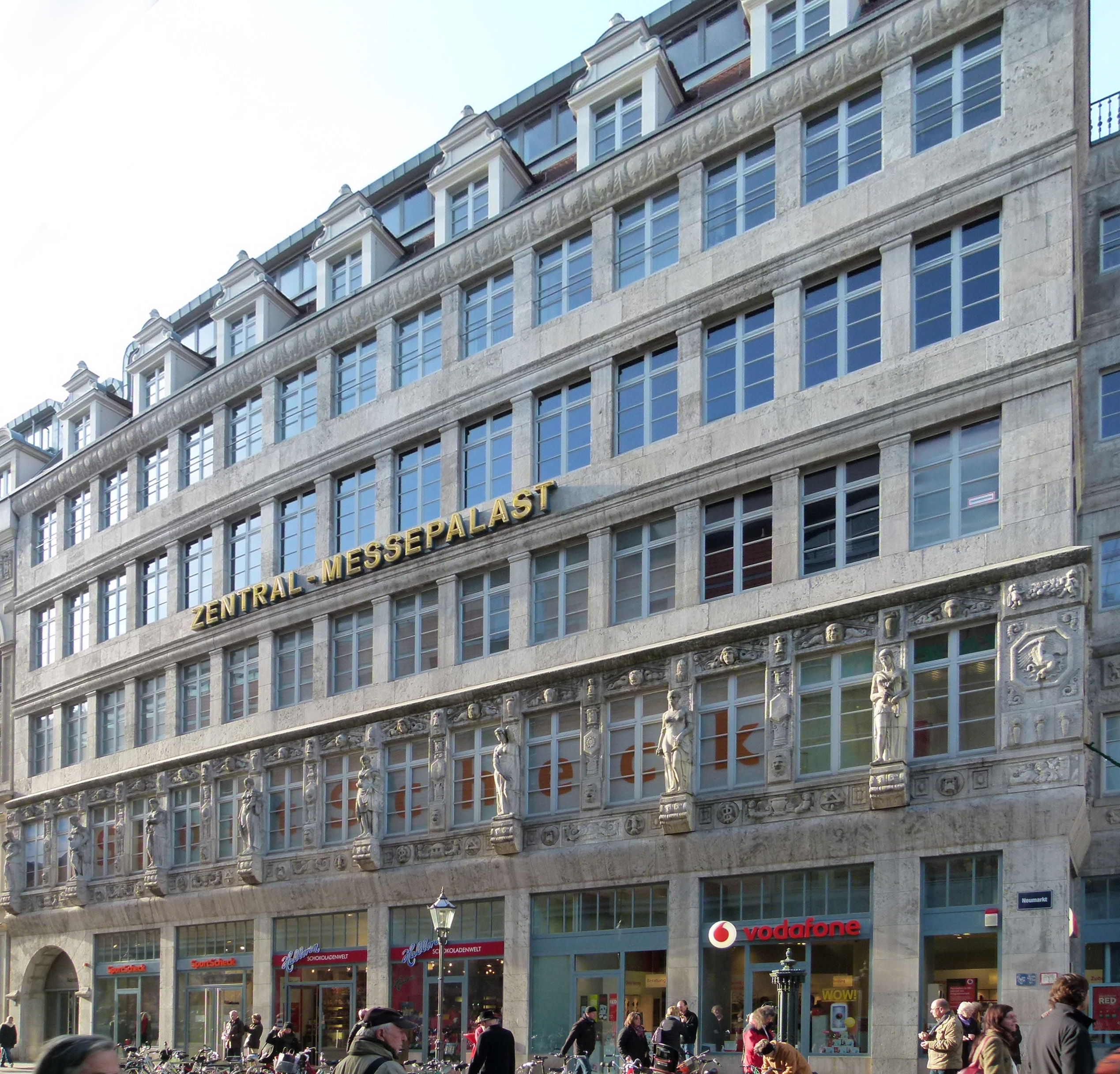
Zentralmessepalast (2012)
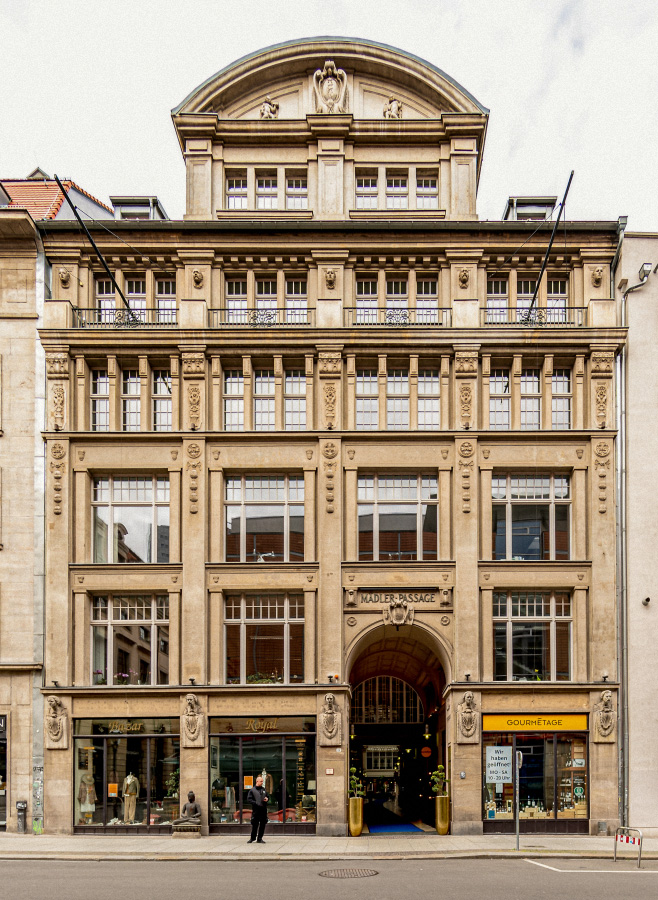
Zugang zur Mädlerpassage (2020)
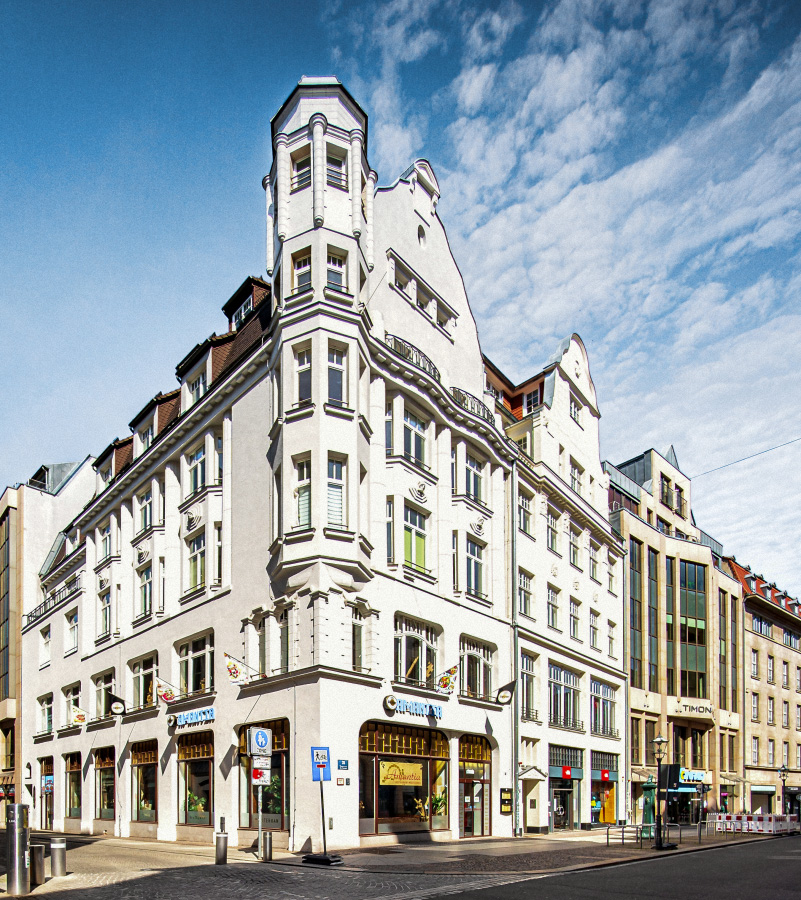
Die Häuser 22 (Timonhaus), 24 und 26 (2020)
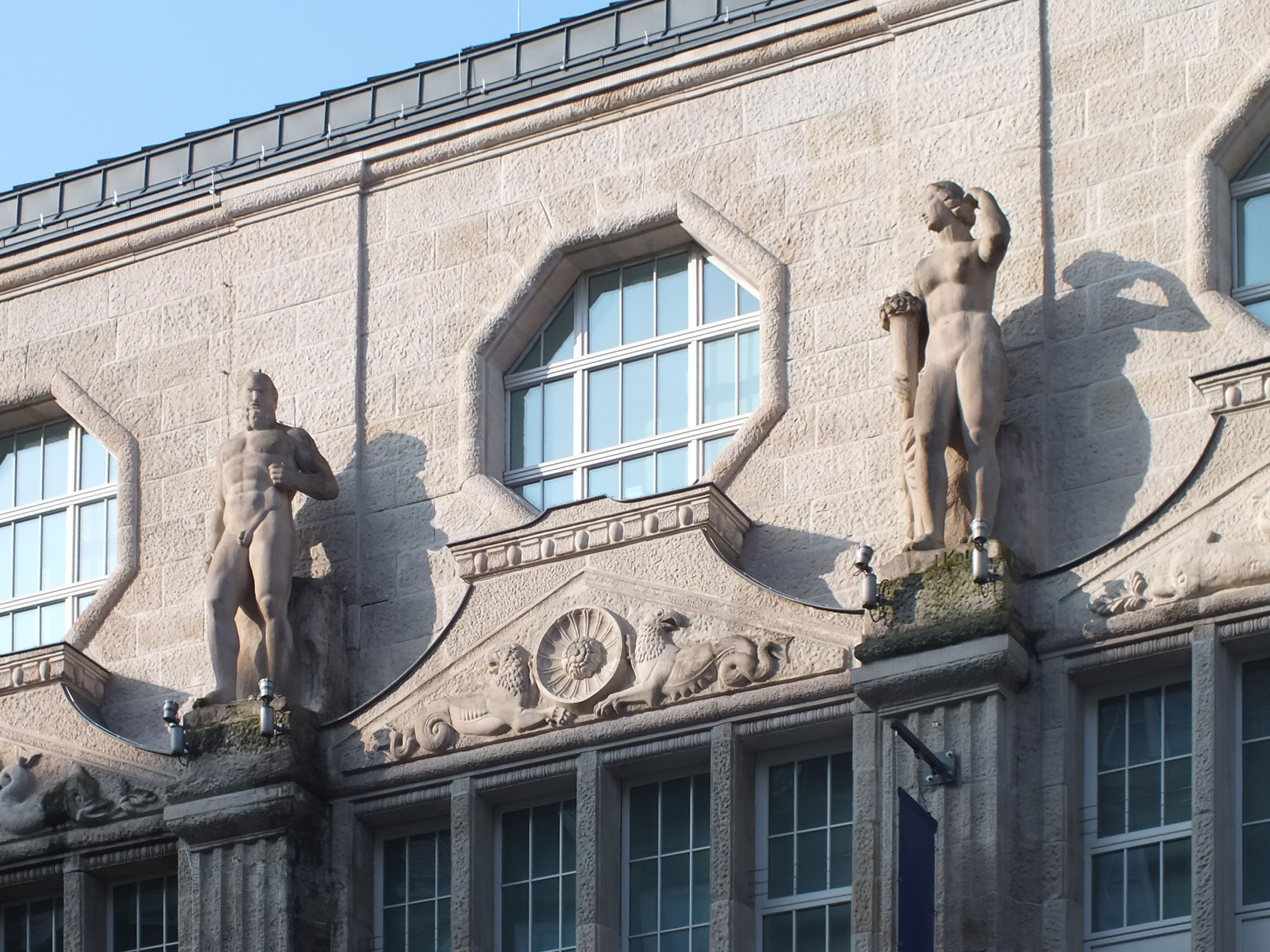
Bauschmuck am Karstadt (2018)
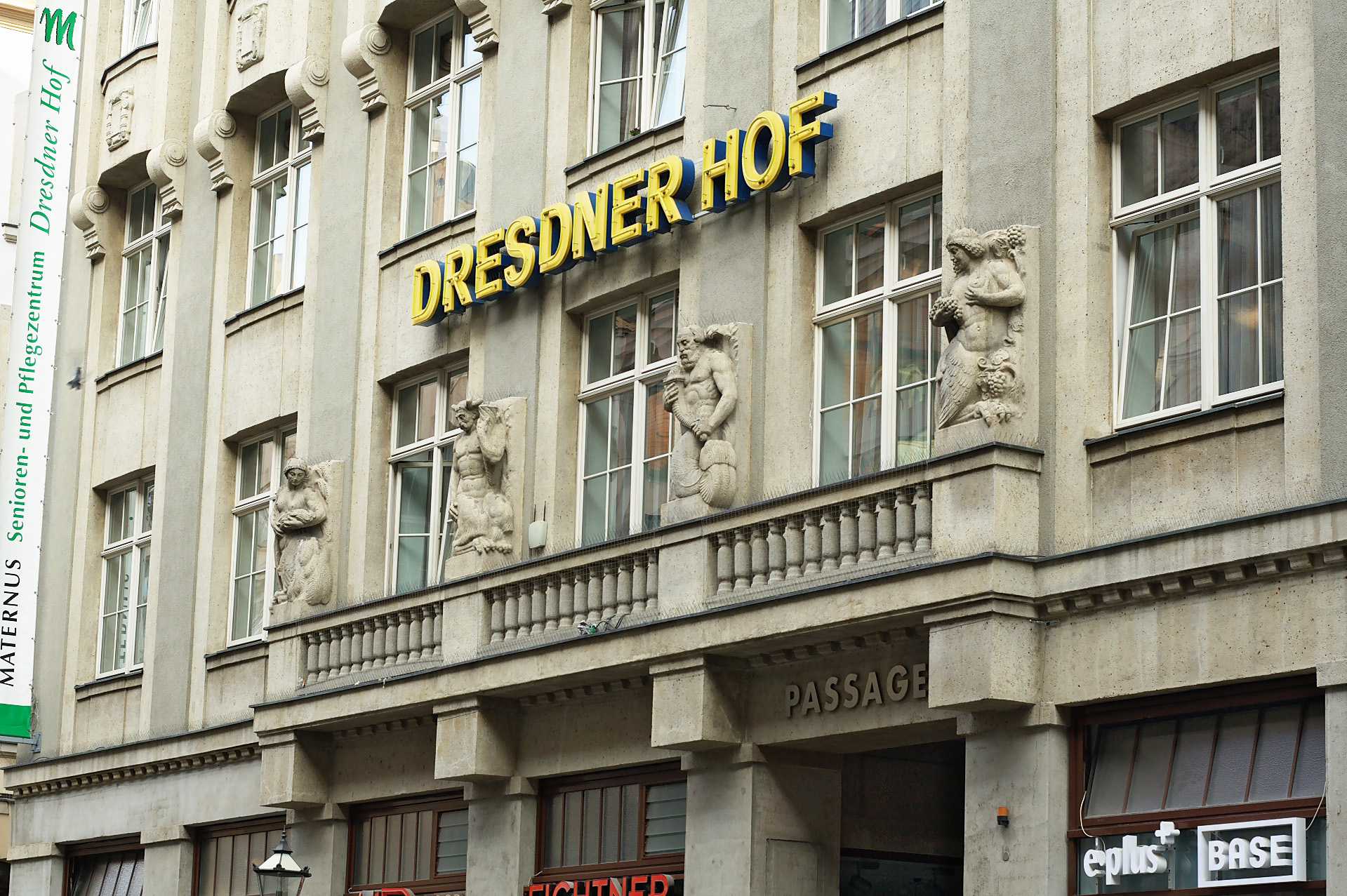
Fassade Dresdner Hof (2010)